# Rosenfeld
Rosenfeld è un comune tedesco di 6 547 abitanti,, situato nel land del Baden-Württemberg.
A Rosenfeld viene prodotta la birra Lehner.
A Rosenfeld è presente una squadra di calcio : SV Rosenfeld

## Amministrazione

### Gemellaggi
Rosenfeld è gemellato con:
- Moissy-Cramayel, Francia, dal 1970